# Llipta

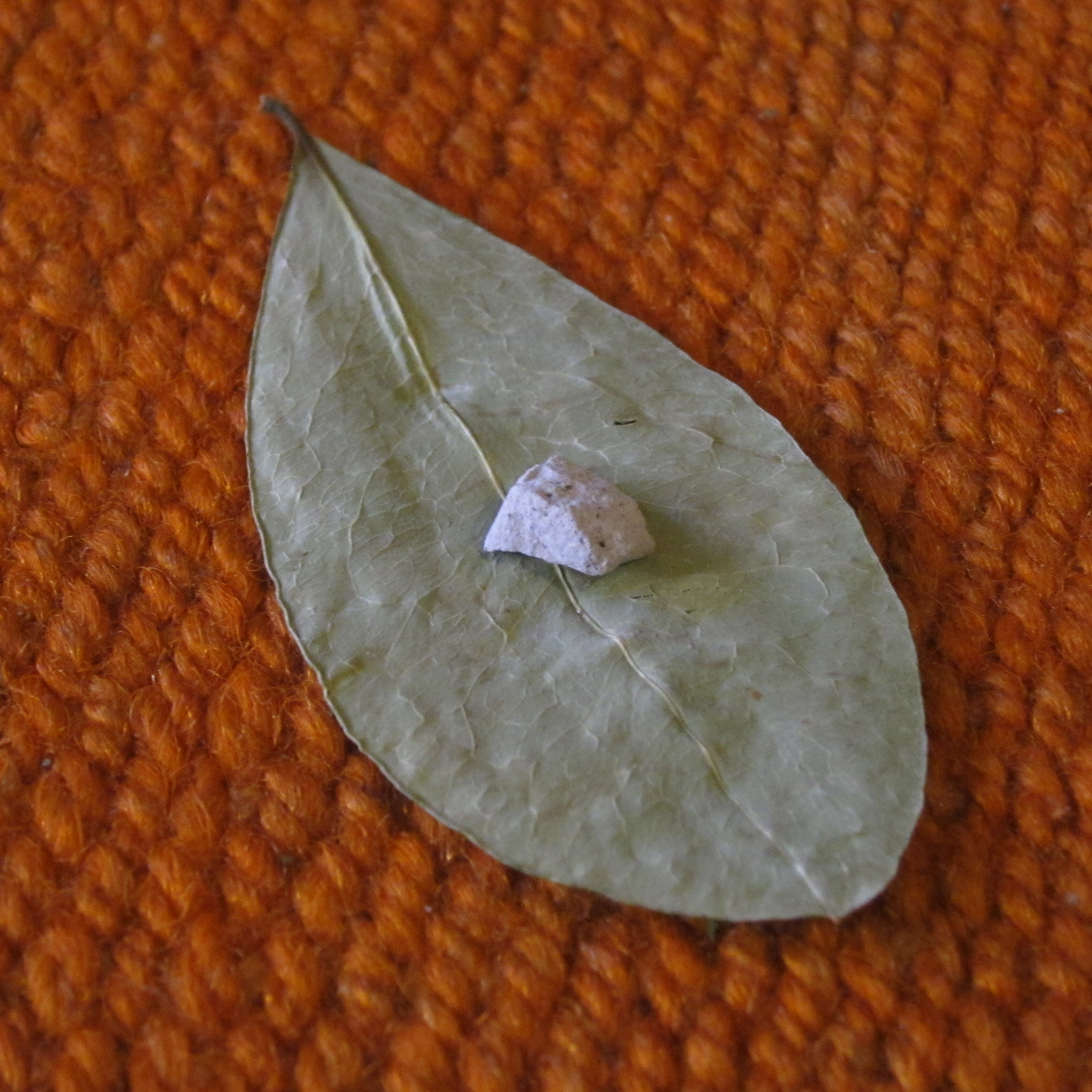
Hoja de coca con llipta sobre la misma.

La llipta (del idioma quechua llipt’a), lliqta, llicta, llijta, llista, llucta, llujta, lejía, cal, toqra, tocra o  yista (término argentino) hace referencia al aditivo alcalino utilizado en la costumbre ancestral y tradicional del chacchado (coqueo, acullico o picchado) de las hojas de coca en Argentina, Bolivia, Colombia, Ecuador y Perú. No todas las personas que chacchan coca tienen la necesidad de añadir llipta o toqra a su bolo. Se ha afirmado que la llipta mejora el sabor y/o activa los alcaloides de la coca.
Si bien para algunas personas llipta y tocra son sinónimos, para otras la tocra específicamente hace referencia al conglomerado sólido elaborado a partir de cal viva y/o cenizas. Durante el picchado de las hojas, el usuario muerde la tocra para extraer un pedazo pequeño que mezclará con su bolo. La ceniza se elabora a partir del quemado de los tallos secos de las plantas de la quinua, la cañihua o la kiwicha, entre otras.

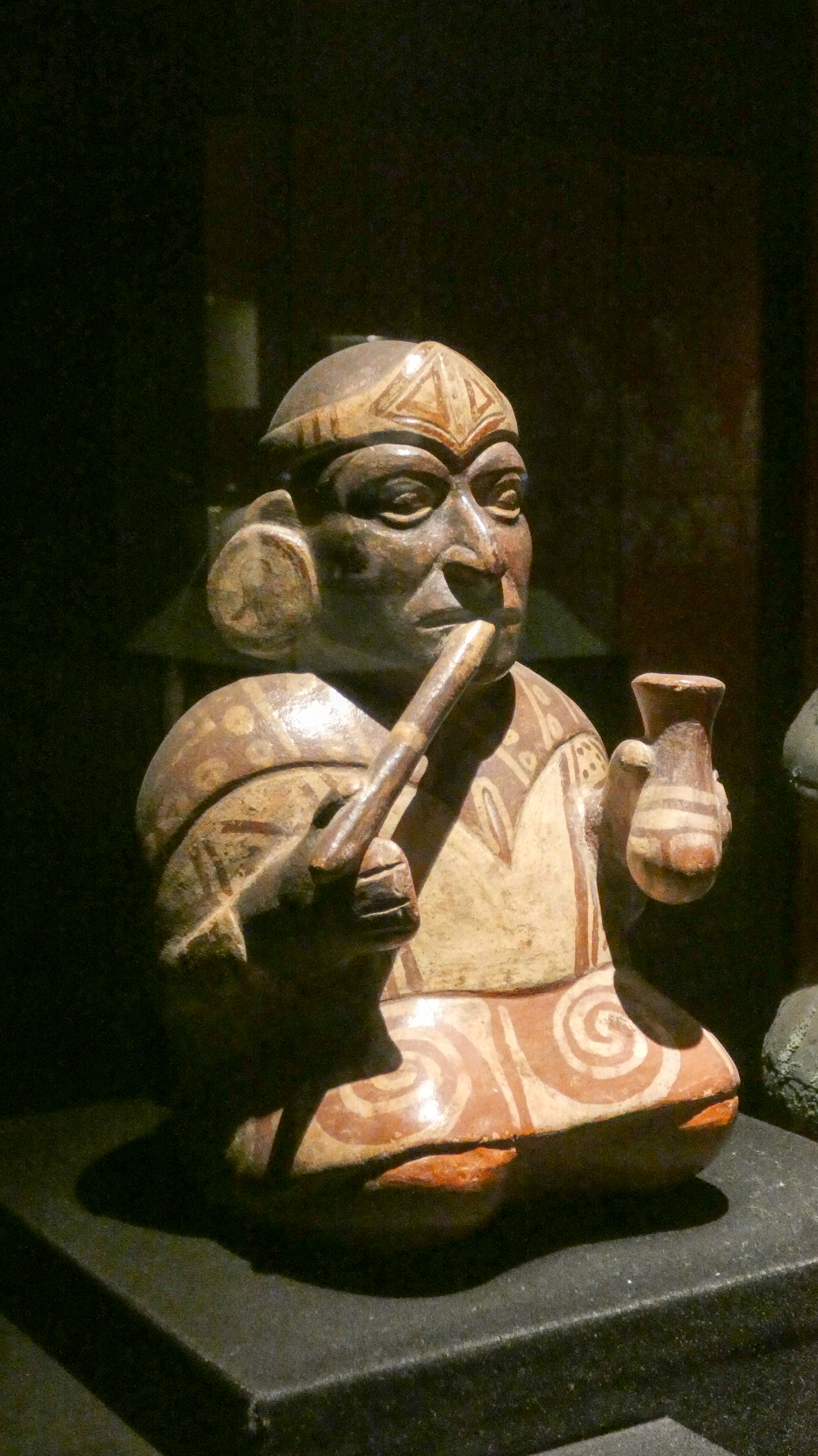
Representación de persona utilizando llipta durante el chacchado; cerámica de la cultura Moche, 200 a. C. - 600 d. C.

En la época incaica, a las personas encargadas de su elaboración y distribución se les denominaba llipta camayocs.

## Distribución geográfica

Hogazas discoidales de yista (ie, llipta) a la venta en un puesto callejero de Salta, Argentina.

En algunos lugares como en los Andes de Áncash en Perú, se utiliza cal viva mezclada con polvo de conchas marinas que se almacena en un puru. En Huánuco, a la cal en polvo se le llama ishku y al recipiente ishkupuru en quechua central.
En Bolivia, el nombre de lejía se utiliza para la masa sólida elaborada a partir de las cenizas de la quinua (principalmente), pudiendo prepararse varios tipos, entre ellos la lejía negra salada, la lejía blanca salada o la lejía anisada dulce. Existen mezclas modernas en donde se combina la ceniza con menta o estevia (Stevia rebaudiana) para darle otros sabores.
En la Sierra Nevada de Santa Marta en Colombia, la cal utilizada en el mambeo se almacena en un poporo, un recipiente más grande que el puru.

## Estudios
Un estudio de 1948 verificó experimentalmente que el uso de la llipta la extracción de los alcaloides y el efecto estimulante eran mayores.
Una investigación de tesis de 2017 realizada para optar al título de cirujano dentista realizado en Junín, Perú, concluyó que en chacchado con llipta o tocra no existe relación estadísticamente significativa. La muestra de estudio estuvo conformada en total por 45 individuos, mujeres y hombres en edades comprendidas entre los 35 y 65 años, que asistieron como pacientes al Puesto de Salud del distrito de Leonor Ordóñez (Huancaní) en la provincia de Jauja. Se incluyó a las personas que tenían el hábito del chacchado con llipta (polvo), personas que utilizaban como acompañamiento de chacchado la toqra (conglomerado sólido) y personas que poseían el hábito del chacchado sin llipta ni toqra.

## Nombres utilizados
Aparte de llipta, lliqta, toqra o tocra, otros nombres utilizados para el aditivo son llipht'a, llikta, llichta, llijt'a, lloita, llinta, llujt'a, lukta, llucta, t'oqura y toqro.
En el noroeste de Argentina, al aditivo se le llama bica (bicarbonato de sodio) o yista (masa hecha de ceniza volcánica).